# 엄상혁
엄상혁(Danny Ohm, 본명: 엄상돈(嚴相敦), 1977년 5월 26일 ~ )은 룰라 (음악 그룹) 출신의 이상민 (가수)과 미국 힙합 가수이자 프로두서인 MC Hammer와 공동 프로듀싱한 대한민국 5인조 음악 그룹 엑스라지의 리드 보컬리스트로 활동했다. 엑스라지로 활동 전 남성 듀오 212로 활동한 경력이있다. 현재 미국 워싱턴 DC에 거주 중이다.

## 음반 목록
- 엑스라지 1집 Their First Thing
- 엑스라지 2집 Chapter 2
- 212 In Your Area

## 뮤직 비디오
- 엑스라지 《You》
- 엑스라지 《사랑은 없다》
- 212 《SOS》

## 피쳐링 참여
- 2000년 – 샤크라 – 1집 Chakra Why
- 2000년 – 샤크라 – 1집 Chakra Hey U
- 2000년 – 샤크라 – 1집 Chakra 기원